# Thakani
Thakani (en népalais : थकानी) est un comité de développement villageois du Népal situé dans le district de Sindhulpalchok. Au recensement de 2011, il comptait 3 439 habitants.